# ОШ „Херој Иван Мукер” Смедеревска Паланка
ОШ „Херој Иван Мукер” Смедеревска Паланка је једна од градских основних школа, основана је 13. септембра 1954. године. Школа носи име Ивана Мукера, учесника народноослободилачке борбе и народног хероја.
При самом формирању, у првој школској години, школа је имала девет одељења са 322 ученика и 15 наставника. Настава се обављала у две школске зграде: једну већу са пет учионица, канцеларијом за наставнике, директора и секретаријат и другу мању. Школски намештај је био веома скроман: скамије за два и пет ученика, понеки орман и школске табле. Због ограничених просторних могућности школа је радила у четири смене. Управа школе је уз помоћ зеједнице, наставника, ученика и њихових родитеља изградила, за непуна два месеца, зграду-полубараку у кругу школе, где се добила још једна учионица и радионица.
Од школске 1960/61. године у састав школе ушле су и четвороразредне школе у Малој Плани и Стојачку, као и истурена одељења. Школски савет у сарадњи са Скупштином општине Паланка, доноси одлуку да се подигне нова школска зграда-централна школа и школа у Стојачку.
Прва фаза нове школске зграде завршена је 1967/68. Школа је отворена са десет учионица и пратећим просторима и опремљена савременим намештајем. У следеће две године обезбеђена су средства за другу и трећу фазу где се гради још 23 учионице, фискултурна сала, школска кухиња, трпезарија, велика депонија за угаљ, библиотека, пратеће просторије и постројење за парно грејање.
Од школске 1972/73. године прешло се на формирање специјализованих учионица. За све предмете и наставнике формиране су адаптиране учионице за функционално извођење савремених облика и метода рада. Свака специјализована учионица опремљена је савременим училима и настава је подигнута на свренеми виши ниво. 
Поред матичне школе у Смедеревској Паланци постоје и три издвојена одељења у Малој Плани, Стојачку и Баничини. 